# Ort des Umsatzes
Der Ort des Umsatzes ist im deutschen und europäischen Umsatzsteuerrecht der Ort, an dem eine unternehmerische Leistung (Verkauf, Dienstleistung) erbracht wurde bzw. dem sie steuerrechtlich zugeschrieben wird. Seine Bestimmung ist eine der zentralen Fragestellungen im Umsatzsteuerrecht, denn nur diejenige unternehmerische Leistung fällt unter das jeweilige nationale Umsatzsteuerrecht, deren 'Ort des Umsatzes' im Inland liegt.

## Deutsches Umsatzsteuerrecht
Das deutsche Umsatzsteuerrecht definiert nach § 1 Abs. 2 UStG als Inland das Gebiet der Bundesrepublik Deutschland ohne das Gebiet von Büsingen, der Insel Helgoland, der Freihäfen, der Gewässer und Watten zwischen dem Hoheitsgebiet und der Strandlinie, sowie der deutschen Schiffe und Luftfahrzeuge in Gebieten, die zu keinem Zollgebiet gehören.
Um festzustellen, ob ein Umsatz in diesem Gebiet stattfindet, wird zwischen Lieferungen (bewegten und ruhenden Lieferungen) und sonstigen Leistungen unterschieden. Der Ort der Lieferung (also auch des Umsatzes) ist dort, wo der Abnehmer tatsächliche Verfügungsmacht über den Gegenstand erhält.
Im zweiten Schritt sind dann sowohl bei Lieferungen als auch den sonstigen Leistungen verschiedene Sonderregelungen in einer gesetzlich vorgegebenen Reihenfolge zu prüfen.

### Lieferung mit Warenbewegung

#### Abholfall
Beim Abholfall ist der Ort der Lieferung da, wo die Beförderung (Abholung) beginnt.
Beispiel: Ein Bäcker verkauft einen Laib Brot (Gegenstand iSv. § 90 BGB) → Übergabe = Verschaffung der Verfügungsmacht → Ortsbestimmung nach § 3 Abs. 6 S. 1 UStG: Ort der Lieferung: im Laden

#### Beförderungslieferung
Eine Beförderungslieferung – § 3 Abs. 6 UStG (Beförderung und Versendung) – liegt vor, wenn der Unternehmer selbst oder ein Arbeitnehmer (unselbständiger Beauftragter) den Transport der Ware durchführt. Bereits mit Beginn des Transports (erste Warenbewegung) gilt der Umsatz als bewirkt. Ort und Zeitpunkt der Lieferung bestimmt sich somit nach dem Beginn der Lieferung bzw. Zeitpunkt der Beförderung (erste Warenbewegung).

#### Versendungslieferung
Eine Versendungslieferung liegt vor, wenn der Unternehmer die Beförderung eines Gegenstandes durch einen selbständigen Beauftragten ausführen oder besorgen lässt. Der Ort der Lieferung bestimmt sich nach § 3 Abs. 6 S. 1 UStG: ...dort, wo die Versendung beginnt...

##### Spezielles zur Beförderungs-/Versendungslieferung
Voraussetzung für ein Befördern oder Versenden ist, dass der Abnehmer bei Beginn des Transports feststeht und dass der Liefergegenstand wirklich befördert oder versendet wird und nicht nur bewegt. Denn wird eine Sache iSd. § 90 BGB bewegt, ohne dass der Rechtsbegriff des Beförderns oder Versendens vorliegt, handelt es sich tatbestandlich um ein sogenanntes „rechtsgeschäftsloses Verbringen“.
Beispiel: Ein Bäcker ist im Besitz eines Verkaufswagens. Er belädt seinen Wagen in Kehl (Deutschland) mit Waren, die er in Straßburg (Frankreich) auf dem Markt verkauft. Da die Endabnehmer bei Beginn (beim Beladen) noch nicht feststanden, handelt es sich bei der Warenbewegung nach Straßburg lediglich um ein rechtsgeschäftloses Verbringen. Der Ort der Lieferung bestimmt sich vielmehr nach § 3 Abs. 6 UStG (Abhollieferung) und ist Straßburg, wo die Käufer die Waren erwerben. Es resultiert die Nichtsteuerbarkeit des Umsatzes in Deutschland.

### Lieferung ohne Warenbewegung
Typisches Beispiel einer „unbewegten Lieferung“ ist der Verkauf eines Grundstücks mit oder ohne Gebäude. Der Ort der Lieferung ist gemäß § 3 Abs. 7 UStG dort, wo sich der Gegenstand zu Zeitpunkt der Verschaffung der Verfügungsmacht befindet.

### Sonstige Leistungen
Jede umsatzsteuerliche Leistung, die keine Lieferung darstellt, ist eine sonstige Leistung. Der Ort der sonstigen Leistung ist allgemein in § 3a UStG geregelt. Vorrangig sind jedoch die besonderen Ortsbestimmungen für Beförderungsleistungen (§ 3b UStG), Restaurationsleistungen an Bord von Schiffen, Flugzeugen oder Eisenbahnen (§ 3e UStG) und für unentgeltliche sonstige Leistungen (§ 3f UStG) zu prüfen.
Unter Geschäftskunden gilt der Grundsatz, dass der Ort der sonstigen Leistung am Ort des Leistungsempfängers liegt. Leistungen an Nichtunternehmer werden grundsätzlich dort, wo der leistende Unternehmer sein Unternehmen betreibt, verortet. Von diesen Grundsätzen gelten zahlreiche Ausnahmen, die eine sorgfältige Einzelfallprüfung erfordern. Beispiele für derartige Ausnahmen:
- Leistungen in Zusammenhang mit einem Grundstück werden am Ort des Grundstücks ausgeführt.
- Die kurzfristige Vermietung eines Beförderungsmittels wird am Übergabeort ausgeführt.
- Kulturelle, künstlerische, wissenschaftliche, unterrichtende, sportliche, unterhaltende oder ähnliche Leistungen an Nichtunternehmer werden am Tätigkeitsort erbracht.
- Die Abgabe von Speisen und Getränken zum Verzehr an Ort und Stelle (außer an Bord eines Schiffs, Flugzeugs oder einer Eisenbahn) werden am Abgabeort erbracht.
- Vermittlungsleistungen an Nichtunternehmer werden am Ort des vermittelten Umsatzes erbracht.